# Taikyoku Nidan
Il Taikyoku Nidan è il secondo kata preliminare dello stile Shotokan, composto da tecniche "di base" del karate: la posizione di base Zenkutsu-dachi, la tecnica di parata 
Gedan Barai e oi-zuki jodan (altezza testa).Si sviluppa secondo un percorso a forma di H..
Andamento del Kata
musubi dachi,
taikyoku nidan,
rei yoi
1. 90° hidari gedan barai Zenkutsu-dachi
2. migi oi-zuki jodan Zenkutsu-dachi
3. 180° migi gedan barai Zenkutsu-dachi
4. hidari oi-zuki jodan Zenkutsu-dachi
5. 90° hidari gedan barai Zenkutsu-dachi
6. migi oi-zuki jodan Zenkutsu-dachi
7. hidari oi-zuki jodan Zenkutsu-dachi
8. migi oi-zuki jodan Zenkutsu-dachi KIAI
9. 270° hidari gedan barai Zenkutsu-dachi
10. migi oi-zuki jodan Zenkutsu-dachi,
11. 180° migi gedan barai Zenkutsu-dachi
12. hidari oi-zuki jodan Zenkutsu-dachi
13. 90° hidari gedan barai Zenkutsu-dachi
14. migi oi-zuki jodan Zenkutsu-dachi
15. hidari oi-zuki jodan Zenkutsu-dachi
16. migi oi-zuki jodan Zenkutsu-dachi KIAI
17. 270° hidari gedan barai Zenkutsu-dachi
18. migi oi-zuki jodan Zenkutsu-dachi
19. 180° migi gedan barai Zenkutsu-dachi
20. hidari oi-zuki jodan Zenkutsu-dachi

yoi hakiji dachi
rei musubi dachi